# Marie Písařovicová
Marie Písařovicová (též Maria Pisarowicz, provdaná Valentová; 21. listopadu 1841 Praha – 17. ledna 1910 Vídeň) byla česká operní pěvkyně-sopranistka. 

## Životopis
Narodila se jako Maria Julia Anna Pisarowitz do rodiny Julia Písařovice, flétnisty orchestu Prozatímního divadla a profesora Pražské konzervatoře. Studovala operní zpěv na Pražské konzervatoři a v 60. letech 19. století se pak vypracovala na pozici sólistky Prozatímního divadla v Praze.
Účinkovala v řadě premiérách v operách českých autorů své doby: byla první interpretkou mj. rolí Gaty, Vaškovy matky v Prodané nevěstě  a Decany v Braniborech v Čechách Bedřicha Smetany (obě roku 1866), První jeptišky v Templářích na Moravě Karla Šebora (1865), princezny Isaury v Lauře Františka Zdeňka Skuherského (1868, premiéra českého znění). Vzhledem k šíři svého záběru zpívala jak lehké sopránové party (např. Zerlinu v Donu Giovannim ), tak i role bližší mezzosopránu.
Po ukončené pěvecké kariéry vyučovala hřu na klavír a v 80. a 90. letech 19. století pracovala jako šatnářka v Národním divadle, již pod příjmením Valentová. Zemřela 17. ledna 1910 ve Vídni. Pohřbena byla na hřbitově Gersthof.